# Наумовка (Казахстан)
Нау́мовка (каз. Наумов) — село у складі Аккольського району Акмолинської області Казахстану. Адміністративний центр Наумовського сільського округу.
Населення — 538 осіб (2021; 735 у 2009, 940 у 1999, 1049 у 1989).
Національний склад станом на 1989 рік:
- росіяни — 42 %
- німці — 22 %.